# (3377) Lodewijk
(3377) Lodewijk es un asteroide perteneciente al cinturón de asteroides, descubierto el 24 de septiembre de 1960 por Cornelis Johannes van Houten en conjunto a su esposa también astrónoma Ingrid van Houten-Groeneveld y el astrónomo Tom Gehrels desde el Observatorio del Monte Palomar, Estados Unidos.

## Designación y nombre
Designado provisionalmente como 4122 P-L. Fue nombrado Lodewijk en honor al astrónomo holandés Lodewijk Woltjer, hijo del astrónomo Ene Woltjer.